# Léon-Ernest Halkin
Léon-Ernest Halkin, né le 11 mai 1906 à Liège où il meurt le 29 décembre 1998, est un historien belge, un résistant et un militant wallon.

## Biographie
Docteur en philosophie et lettres de l'université de Liège, ancien élève de l'École normale supérieure de Paris, il lui est confié un nouveau cours créé à l'université de Liège : le cours d'histoire de la principauté de Liège. Il est promu docteur honoris causa de l'université de Strasbourg, de l'université de Montpellier et de la faculté universitaire de théologie protestante de Bruxelles ainsi que lauréat du prix Montaigne (1977).

Il est connu pour un livre réédité de multiples fois sous divers titres, Initiation à la critique historique, qui est édité à Liège, Tongres et Paris et qui est toujours l'ouvrage de référence majeur des étudiants en histoire de l'université de Liège. Il est l'auteur d'un important article intitulé La Wallonie devant l'histoire publié notamment dans La Cité chrétienne de Jacques Leclerc. Il affirme notamment que 
«  Flamands et Wallons sont autre chose que des prénoms, ces mots recouvrent des réalités humaines différentes. »
Il entre dans la résistance dès septembre 1940, fondant Ici la Belgique libre auquel participe Arsène Soreil. Il est membre du Front de l'Indépendance et c'est lui qui dirige le Réseau Socrate. À la suite d'une dénonciation, il est arrêté par la police allemande le 17 novembre 1943. Il passe quatre mois à Breendonk où il est torturé. Le 31 octobre 1944, il est envoyé à Gross-Rosen, un camp de concentration situé à environ soixante kilomètres de Wroclaw (Breslau). Au moment de son arrivée, le camp est devenu un vaste complexe industriel avec 97 sous-camps. Les déportés y travaillent pour Krupp, I.G. Farben et Daimler Benz. Il se lie d'amitié avec le résistant belge Paul Rose. Le 8 février 1945, Léon Halkin est envoyé à Dora. Alors que les températures sont frigorifiques, les déportés voyagent dans des wagons sans toit. À chaque arrêt, ils doivent évacuer sur le bas côté les corps de ceux qui meurent au fur et à mesure du transport. Les nazis l'envoient dans le camp annexe de Nordhausen destiné à accueillir les déportés malades ou inaptes au travail. En fait, il s'agit d'un camp d'extermination pour les malades que les SS laissent mourir de faim et du manque total de soins. 
Il en réchappe et écrit le livre À l'ombre de la mort, réédité plusieurs fois, notamment par les éditions Duculot à Gembloux en 1985. L'historien rigoureux, critique, observe et surmonte sa souffrance.
Il participe au Congrès national wallon de Liège en 1945. Il adhère à Rénovation wallonne dont il est fait membre d'honneur. Chrétien profond et authentique, il marque son existence par de nombreux engagements citoyens contre le régime de Franco, la Guerre du Viêt Nam, pour la création d'une Europe humaniste, le développement d'un urbanisme éclairé et la justice pour le Tiers monde.

## Décorations
- Officier du Mérite wallon (O.M.W.) à titre posthume en 2012.

## Publications

### Ouvrages en tant que seul auteur
- Réforme protestante et réforme catholique au diocèse de Liège. Le cardinal de la Marck, prince-évêque de Liège (1505-1538), Liège, H. Vaillant-Carmanne, 1930, 313 p. (Prix Thérouanne de l'Académie française en 1931)
- Les conflits de juridiction entre Erard de La Marck et le chapitre cathédral de Chartres., Liège et Paris, Droz, coll. « Bibliothèque de la Faculté de philosophie et lettres de l'Université de Liège » (no LII), 1933, 144 p. (présentation en ligne)
- Introduction à l'histoire paroissiale de l'ancien diocèse de Liège, Bruxelles, L'Édition universelle, 1935, 103 p.
- La supplication d'action de grâces chez les Romains, Paris, Les Belles Lettres, 1953, 136 p.
- La Réforme en Belgique sous Charles-Quint, Bruxelles, La Renaissance du livre, 1957, 131 p.
- Eléments de critique historique, Liège, Dessain, 1960, 214 p.
- Les archives des nonciatures, Bruxelles, Institut historique belge de Rome, 1968, 91 p.
- Érasme et l'humanisme chrétien, Paris, éd. Universitaires, DL 1969, 125 p.
- Les colloques d'Érasme, choisis, traduits et présentés par Léon Halkin, Bruxelles, Presses académiques européennes, 1971.
- À l'ombre de la mort, préfacé par François Mauriac, Éditions Casterman, Tournai- Paris, 1947, 1re éd., 187 p. ; Paris, Éditions Duculot, 1985, 3e éd., 183 p.
- Érasme : sa pensée et son comportement, Londres, Variorum Reprints, 1988, 316 p. (articles originellement publiés entre 1970 et 1987).
- Érasme parmi nous, Paris, Fayard, 1988, 499 p.

### Ouvrages en collaboration
- avec Denise van Derveeghde, Les sources de l'histoire de la Belgique aux Archives et à la Bibliothèque vaticanes : état des collections et répertoire bibliographique, Bruxelles, Institut historique belge de Rome, 1951, 252 p.

### Articles
Liste non exhaustive
- « Le cardinal Erard de La Marck », Lettre de l'Université de Liège,‎ 1930
- « Les deux Inscriptions du Tombeau de Pierre l'Ermite à Huy », Bulletin de la Société d'art et d'histoire du diocèse de Liège, t. 32,‎ 1946, p. 1-12
- « Le monastère des Guillemins à Liège au XVIIe siècle », Bulletin de l'Institut historique belge de Rome, no 38,‎ 1967, p. 567-580 (ISSN 0073-8530)